# 日本水上飛機母艦

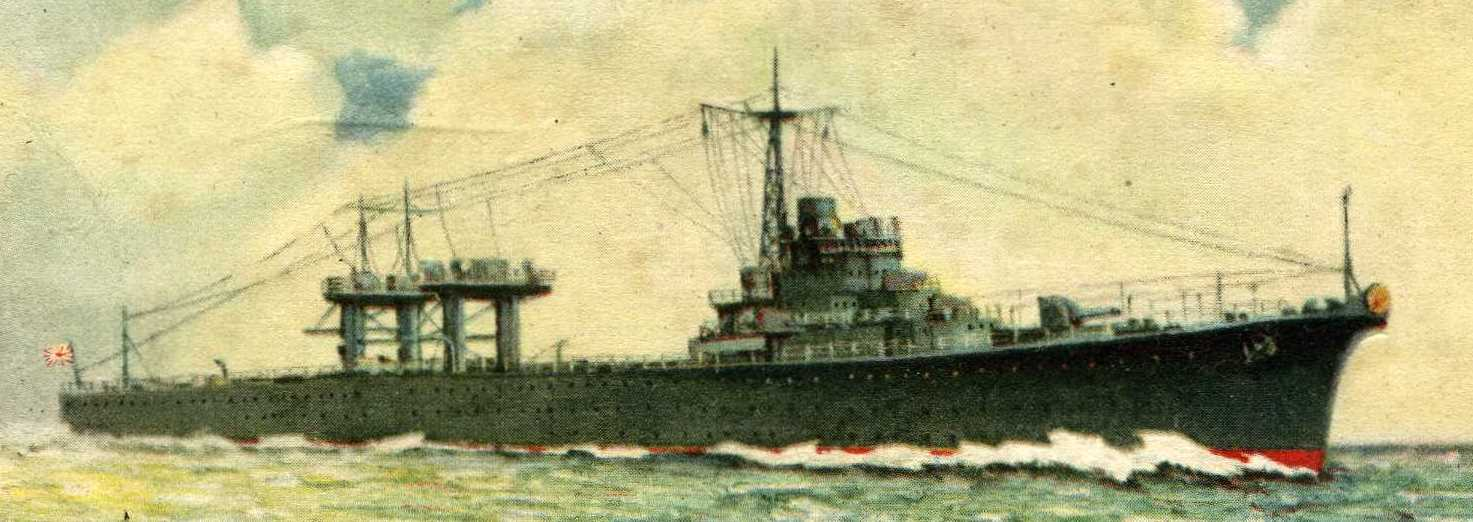
水上機母艦　　瑞穗

大日本帝國海軍（以下簡稱為「帝國海軍」）的水上飛機母艦（すいじょうきぼかん）是專門使用來運送水上飛機或飛行艇的艦艇，而於帝國海軍中的艦種分類為軍艦。

## 概要
帝國海軍中的水上機母艦通常擁有搭載・整備水上機的施設，部分更擁有彈射器。而能支援運送飛行艇的飛行艇母艦秋津洲更包括補給的功能，雖然飛行艇母艦與水上機母艦有不少明顯的分別，但該類艦在帝國海軍分類上亦為水上機母艦的一種。
除運送水上機或飛行艇外，亦擁有作為甲標的母艦・高速給油艦的能力，並在有需要時可考慮改裝成航空母艦。帝國海軍在海上使用水上機只是作為對航空母艦的補充。

## 歷史

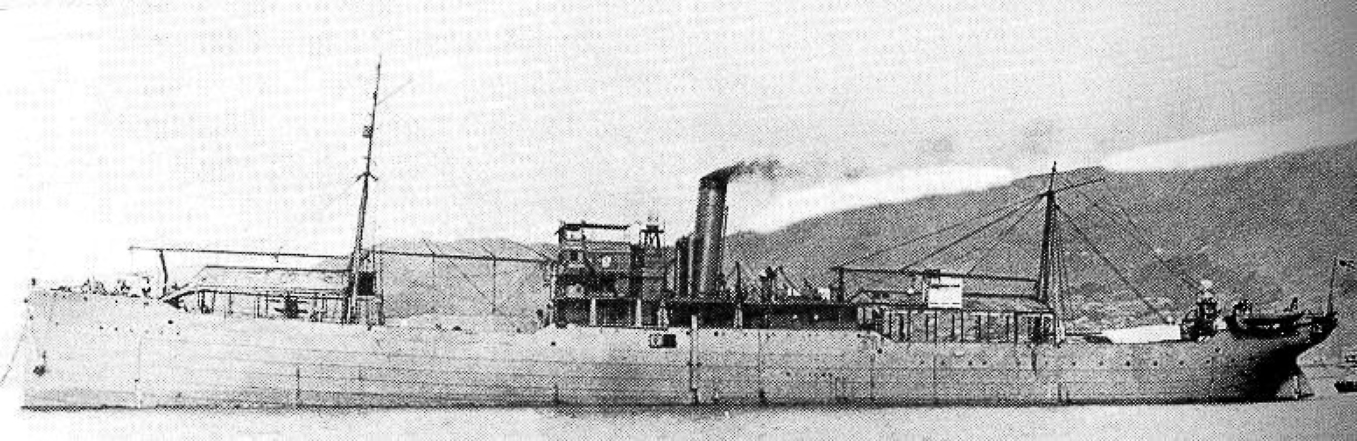
日本第一艘水上機母艦若宮 (水上機母艦)

帝國海軍的第一艘水上機母艦為若宮，其前身本為輸送船，後來於大正3年（1914年）改裝成為水上機母艦。而正式建造的為千歲型，其原因是帝國海軍為了消解倫敦海軍裁軍條約下與英美的戰力差距而建造特殊的水上機母艦。
在第二次世界大戰爆發後，各艦因帝國海軍的需要而進行改裝。例如日進本來在計劃中為敷設艦，後來更改為水上機母艦，其後再改成甲標的母艦。而千歲型兩艦因為中途島戰役的戰損而改裝成航空母艦。隨戰事的演進，大部分水上機母艦已不是進行運送水上機的任務。
在第二次世界大戰終戰後，由於帝國海軍的解散、水上機能力與價值薄弱，再者直升機的技術進步等因素，令水上機母艦的身影逐漸消失。

## 水上機母艦列表

### 沒有同型艦
- 若宮（英语：Japanese seaplane carrier Wakamiya）

1901年10月竣工，1914年改裝成為水上機母艦，1932年被解體。
- 能登呂

1920年8月10日竣工，原為給油艦。1924年改裝成水上機母艦，1947年1月12日被海沒處分。
- 神威

1922年9月12日竣工，原為給油艦。1932年改裝成水上機母艦，終戰時在香港為嚴重損毀狀態，其後被英軍解體。
- 瑞穗

1939年2月25日竣工，1942年5月2日被美國擊沉，為帝國海軍第一隻沉沒的軍艦。
- 日進

1942年2月27日竣工，1943年7月22日戰沒。
- 秋津洲

1942年4月29日竣工，為帝國海軍唯一的飛行艇母艦。1944年9月24日戰沒。

### 千歲型

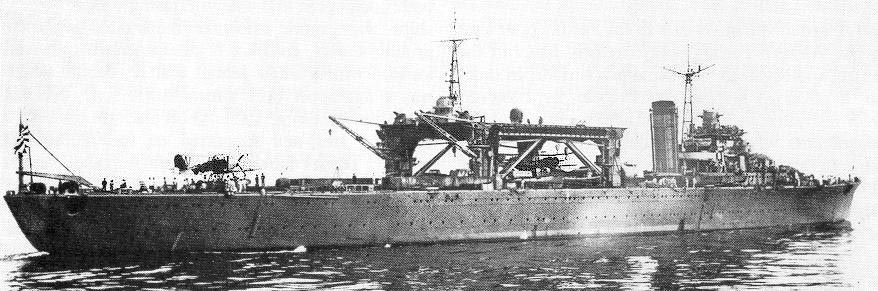
水上機母艦　　千歲

- 千歲

1938年7月25日竣工，1943年改裝成航空母艦，1944年10月25日戰沒。
- 千代田

1938年12月15日竣工，1943年改裝成航空母艦，1944年10月25日戰沒。

## 關連項目
- 大日本帝國海軍艦艇列表
- 水上飛機母艦
- 航空母艦
- 二式飛行艇